# Tadeusz Mytnik
Tadeusz Mytnik (* 13. August 1949 in Nowice, Polen) ist ein ehemaliger polnischer Straßenradrennfahrer.

## Sportliche Laufbahn
Tadeusz Mytnik war von 1971 bis 1982 als Amateur-Radsportler aktiv. In diesen Jahren zählte er zu den besten polnischen Straßenfahrern.
1973 wurde Mytnik gemeinsam mit Lucjan Lis (Vater des deutschen Radrennfahrers Lucas Liß), Ryszard Szurkowski und Stanisław Szozda in Barcelona Weltmeister im Mannschaftszeitfahren. Zwei Jahre später errang er mit Mieczysław Nowicki, Szurkowski und Szozda den WM-Titel in Belgien ein weiteres Mal. Höhepunkt seiner Laufbahn war die Silbermedaille im Mannschaftszeitfahren bei den Olympischen Spielen 1976 in Montreal, gemeinsam mit Nowicki, Szurkowski und Szozda.
Sieben Mal wurde Mytnik polnischer Zeitfahrmeister. Dazu kamen zwei weitere Titel im Paar-Zeitfahren und der Titel in der Einerverfolgung auf der Bahn 1973. Zudem startete er sechs Mal bei der Internationalen Friedensfahrt, bei der er drei Etappen gewann, alle im Einzelzeitfahren. Erfolgreich war er auch bei der heimischen Polen-Rundfahrt, die er 1975 für sich entschied und bei der er auf insgesamt sechs Etappen siegte. In der Tour of Scotland 1975 wurde er Dritter. 1976 siegte er im Eintagesrennen Puchar Ministra Obrony Narodowej. 1981 siegte er im Paarzeitfahren Flèche d’Or mit Ryszard Szurkowski als Partner. 1982 wurde er zum siebten Mal nationalen Zeitfahrmeister, anschließend beendete er seine aktive Radsportlaufbahn.

## Ehrungen
2010 wurde Mytnik mit dem Orden Polonia Restituta im Range eines Offiziers ausgezeichnet.

## Palmarès
1971
- eine Etappe Polen-Rundfahrt
- Polnischer Meister – Einzelzeitfahren

1972
- eine Etappe Polen-Rundfahrt
- Polnischer Meister – Einzelzeitfahren

1973
- eine Etappe Polen-Rundfahrt
- Weltmeister – Mannschaftszeitfahren
- Polnischer Meister – Einzelzeitfahren

1974
- Prolog Polen-Rundfahrt
- eine Etappe Friedensfahrt
- Polnischer Meister – Einzelzeitfahren
- eine Etappe Tour de l’Avenir

1975
- Gesamtwertung, Prolog und eine Etappe Polen-Rundfahrt
- eine Etappe Friedensfahrt
- Weltmeister – Mannschaftszeitfahren

1976
- eine Etappe Friedensfahrt

1977
- Weltmeisterschaft – Straßenrennen

1978
- Polnischer Meister – Einzelzeitfahren

1980
- eine Etappe Polen-Rundfahrt
- Polnischer Meister – Einzelzeitfahren

1982
- Polnischer Meister – Einzelzeitfahren